# Liste der aserbaidschanischen Botschafter in Osttimor

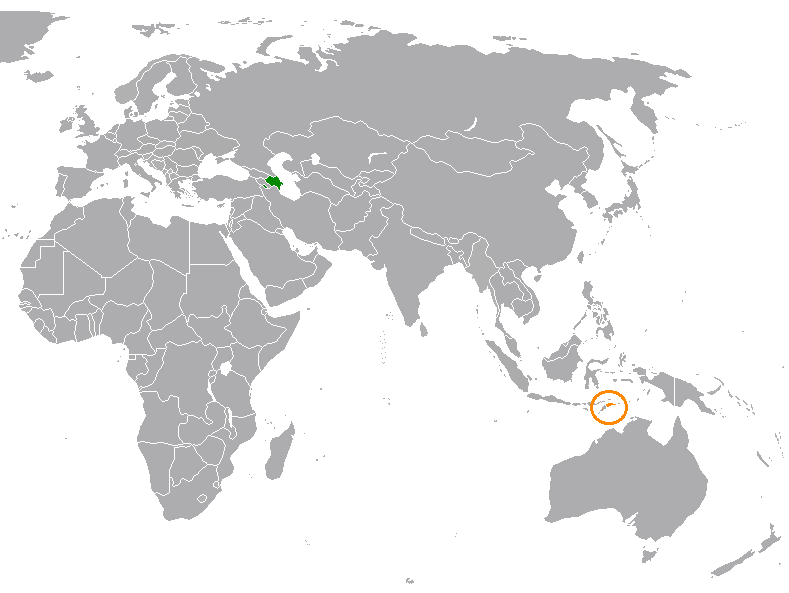
Äserbaidschan (grün) und Osttimor (orange)

Diese Liste führt die aserbaidschanischen Botschafter in Osttimor auf.

## Hintergrund
Aserbaidschan und Osttimor nahmen am 5. April 2004 diplomatische Beziehungen auf. Die aserbaidschanische Botschaft im indonesischen Jakarta ist für Osttimor zuständig.

## Liste der Botschafter
| Name             | Amtszeit      | Anmerkungen                                                                |               |
| Aserbaidschan    | Aserbaidschan | Aserbaidschan                                                              | Aserbaidschan |
| ---------------- | ------------- | -------------------------------------------------------------------------- | ------------- |
| ?                |               |                                                                            |               |
| Tamerlan Garayev | ab 2013       | Akkreditierung: 14. Februar 2013                                           |               |
| Cəlal Mirzəyev   | seit 2021     | Ernennung: 27. September 2019 Akkreditierung (virtuell): 11. November 2021 |               |